# Górki (Przasnysz)
Pour les articles homonymes, voir Górki.
Górki (prononciation : [ˈɡurki]) est un village polonais de la gmina de Czernice Borowe dans le powiat de Przasnysz de la voïvodie de Mazovie dans le centre-est de la Pologne.
Il se situe à environ 5 kilomètres au sud-est de Czernice Borowe (siège de la gmina), 8 kilomètres à l'ouest de Przasnysz (siège du powiat) et à 90 kilomètres au nord de Varsovie (capitale de la Pologne).
Le village compte approximativement une population de 110 habitants en 2006.

## Histoire
De 1975 à 1998, le village appartenait administrativement à la voïvodie de Ciechanów.